# اللالكائي
أبو القاسم هبة الله بن الحسن بن منصور الطبري الرازي الشافعي. وكان يسمى باللالكائي نسبةً إلى عمله وهو بيع اللوالك التي تلبس في الأرجل على خلاف القياس

## حياته
اشتغل بعلم الحديث٬ حتى صار من الحفَّاظ٬ واشتغل واعتنى بعلم العلل والرجال وأنسابهم ووفياتهم٬ وأعتنى بالعقيدة الأثرية وكان مدافعًا عنها وتشهد كتبه بذلك٬ قال الخطيب البغدادي: «كتبنا عنه وكان يفهم ويحفظ»

## تاريخ الوفاة
قال الخطيب وعاجلته المنية فلم يُنشَر عَنْهُ كثير شيء من الحديث. وقال مات هبة الله الطبري بالدينور، وكان خرج إليها لِحاجة لَهُ فتوفي يوم الثلاثاء لست خَلَون من شهر رمضان سنة ثمان عشرة وأربعمائة. حدثني علي بن الحسين الْعُكبري قَالَ: رأيتُ أَبَا الْقَاسِم هبة الله بْن الْحَسَن الطبري فِي المنام فقلت: ما فعل اللَّه بك؟ قَالَ: غَفَر لي و قد ذكر كتاب تاريخ الخلفاء (للسيوطي) أنه توفي في زمن الخليفة العباسي القادر بالله وتوفي عام 418هـ

## شيوخه
1. عيسي بن علي الوزير.
2. أبو طاهر المخلص.
3. جعفر بن عبد الله الفناكي الرازي.
4. أبو الحسن ابن الجندي.
5. علي بن محمد القصار.
6. العلاء بن محمد الروياني.
7. أبو أحمد الفرضي.
8. أبو حامد الإسفراييني

## تلاميذه
1. أبو بكر البيهقي.
2. الخطيب البغدادي
3. محمد بن هبة الله.
4. أبو بكر أحمد بن علي الطريثيثي.
5. ابو الحسن علي بن الحسين العكبري المعروف بابن جدا
6. مكي الكرجي السلار.

## مكانته
قال الذهبي: الإمام الحافظ، المجود المفتي، مفيد بغداد في وقته.
قال الخطيب: قدم بغداد فاستوطنها، ودرس فقه الشافعي على أبي حامد الإسفراييني، كتبنا عنه وكان يفهم ويحفظ، وصنف كتابا في السنن، وكتابا في معرفة أسماء من في "الصحيحين"، وكتابا في شرح السنة، وغير ذلك.
وقال شجاع الذهلي: لم يخرج عنه شيء من الحديث إلا اليسير.
قال الخطيب: عاجلته المنية، فلم ينشر عنه كثير شيء من الحديث.
قال الذهبي: قد روى عنه أبو بكر الطريثيثي كتابه في شرح السنة.
قال: مات هبة الله الطبري بالدينور، وكان خرج إليها لحاجة له، فتوفي.
قال علي بن الحسين بن جداء العُكبَري: رأيت هبة الله الطبري في النوم فقلت: ما فعل الله بك؟ قال: غفر لي، قلت: بماذا؟ فقال: كلمة خفية: بالسنة.

## مصنفاته
1. شرح أصول اعتقاد أهل السنة والجماعة.[7]
2. كرامات أولياء الله عز وجل (جزء تابع لشرح أصول اعتقاد أهل السنة والجماعة).[8]
3. كتاب السنن[9]
4. معرفة أسماء من في الصحيحين[5]
5. شرح السنة[5]
6. شرح كتاب عمر بن الخطاب [10]
7. مجلس أمالي[11]
8. البشرانيات اللالكائية[11]